# Renault 18
La Renault 18 era un'autovettura di fascia medio-alta prodotta tra il 1978 e il 1989 dalla casa automobilistica francese Renault e fino al 1994 in Argentina presso lo stabilimento Renault locale.

## Storia

### Debutto
Quando la Renault 12, vettura media di discreto successo, in listino già dal 1969, cominciava a mostrare i primi segni di anzianità, si cominciò a lavorare alla sua erede. Il progetto cominciò nella seconda metà del 1976 e prevedeva una vettura di orientamento leggermente superiore rispetto alla R12, andando a inserirsi nella fascia medio-alta (non più solo una media come la R12 stessa) e rivaleggiare con vetture come la Opel Ascona e la Alfetta: insomma, non doveva raccogliere semplicemente il testimone della R12, ma anche quello della più grande R16, e porsi a metà delle due, con una classica carrozzeria a tre volumi mutuata dalla prima e gamma motori posta un gradino più in alto e parzialmente ripresi dalla seconda. Un altro grande requisito che si voleva da tale vettura fu quello di proseguire la carriera di world car già portata avanti con successo dalla R12 stessa. La gestazione della nuova vettura si rivelò relativamente breve, anche perché si optò per molte soluzioni tecniche già collaudate sulla R12 e sulla R16 e quindi non fu necessario impiegare tempo per progettare qualcosa di nuovo. Pertanto, dopo diciotto mesi, nel marzo 1978, la nuova vettura fu presentata con il nome di Renault 18: la cornice fu quella del Salone di Ginevra.

#### Design classico
Per quanto riguarda il design del corpo vettura, l'équipe guidata dal responsabile del design Renault, Gaston Juchet, preferì mantenersi sul classico, proponendo così nuovamente un corpo vettura a tre volumi, ma dalle linee più morbide e meno spigolose, oltre che gradevoli. Più morbido era quindi il frontale, con la calandra a filo del cofano e leggermente inclinata all'indietro e con nuovi fari rettangolari di maggiori dimensioni rispetto a quelli della R12. Tali fari erano integrati da indicatori di direzione che sconfinavano parzialmente verso il parafango, dando luogo a un gruppo ottico leggermente avvolgente. Anche lateralmente la vettura mostra la classicità delle sue linee, ma anche la maggior modernità nel disegnarle, visibile ad esempio nel morbido raccordo tra il montante posteriore (più semplice e lineare come disegno rispetto a quello della R12) e la coda. Quest'ultima era caratterizzata da gruppi ottici quadrangolari anch'essi leggermente avvolgenti e da un disegno meno spigoloso.

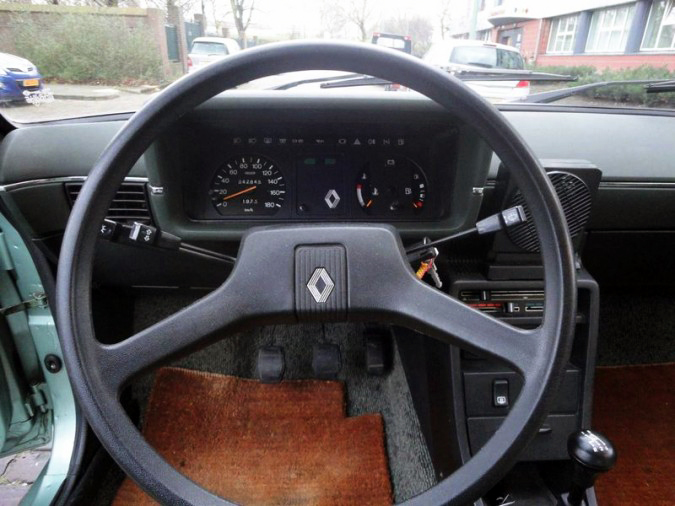
Il cruscotto

Anche l'abitacolo, più luminoso rispetto alla R12 grazie alla maggior superficie vetrata, era di tipo classico e anche piuttosto razionale: i sedili furono giudicati ben progettati ed ergonomici e la strumentazione decisamente completa, con un cruscotto dotato di palpebra antiabbagliamento e numerose spie di servizio. Buoni anche i giudizi sulla console centrale, comprensiva di predisposizione per l'autoradio, condizionatore e portacenere.

#### Meccanica e motori
Se l'impostazione generale del corpo vettura della R18 venne ereditata dalla R12, anche per quanto riguarda l'architettura meccanica il discorso non cambiò. Oramai la configurazione "tutto avanti" non era più una novità presso la Renault e anche la nuova berlina media non rappresentava un'eccezione, anzi: della R12 venne ripresa anche la disposizione longitudinale a sbalzo del motore, ma anche la meccanica telaistica. Perciò, ecco che l'avantreno della R18 propose nuovamente lo schema a ruote indipendenti con quadrilateri deformabili, mentre il retrotreno conservò l'ormai anacronistica soluzione ad assale rigido. Su entrambi gli assi erano presenti molle elicoidali, ammortizzatori idraulici telescopici e barre antirollio. L'impianto frenante era di tipo misto, vale a dire con dischi davanti e tamburi dietro.

Al suo debutto, la R18 fu proposta in due motorizzazioni, entrambe a benzina:
- 1.4: motore Cléon da 1397 cm³ con potenza massima di 64 CV;
- 1.6: motore A2M da 1647 cm³ con potenza massima di 79 CV.

Due anche le varianti di trasmissione: in abbinamento al motore 1.4 era previsto un cambio manuale a 4 marce, mentre il motore 1.6 poteva essere accoppiato, a richiesta, a un cambio a 5 marce, sempre manuale, o a un cambio automatico a 3 rapporti.

#### Allestimenti e dotazioni
Prodotta negli stabilimenti di Flins, la R18 fu disponibile inizialmente in quattro livelli di allestimento:
- TL: il livello base, equipaggiato con un motore da 1.4 litri di cilindrata e già riccamente accessoriato. Era dotato tra l'altro di altoparlanti anteriori per impianto audio, braccioli anteriori e posteriori, pavimentazione interamente rivestita in moquette, sedili reclinabili e lunotto termico.
- TS: equipaggiato da un motore da 1.6 litri, come dotazione era simile alla TL, ma con in più l'orologio al quarzo e fari anteriori allo iodio. In Italia questo allestimento non fu importato.
- GTL: era disponibile con il motore da 1.4 e rispetto alla TL il suo equipaggiamento prevedeva anche una vera predisposizione per impianto stereo, tergilavafari, retronebbia, cerchi specifici, retrovisori esterni regolabili dall'interno e protezioni laterali in gomma. Sul mercato italiano erano di serie anche alzacristalli elettrici anteriori e chiusura centralizzata delle portiere.
- GTS: disponibile unicamente con motore da 1.6 litri, era accessoriata come la GTL, con in più vetri elettrici e chiusura centralizzata di serie e cambio a 5 marce.
- Automatic: identica alla GTS montava però il cambio automatico a 3 rapporti.

Come optional sulle GTL e GTS era previsto anche il tetto apribile in materiale morbido che permetteva un'apertura molto ampia.

### Evoluzione
Il successo non tardò ad arrivare: pur se privo di evidenti slanci di originalità nel disegno del corpo vettura, la 18 incontrò molti favori per la linea comunque assai gradevole e più moderna e per l'affidabilità delle motorizzazioni: al termine del 1978 la 18 riuscì a totalizzare oltre 155.000 esemplari venduti.

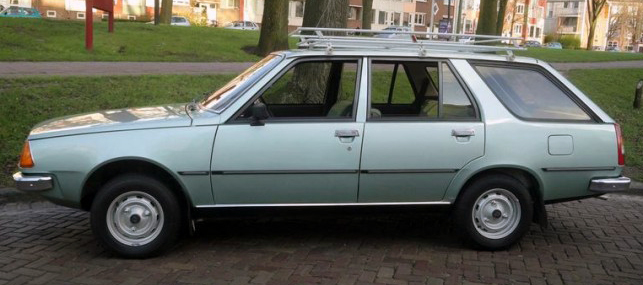
Renault 18 Break

Nel marzo 1979 al Salone di Ginevra fu presentata e lanciata la 18 Break, ossia la versione giardinetta della R18, che incontrò un buon successo per le sue doti di praticità e per la capienza del vano bagagli. La Break fu disponibile unicamente negli allestimenti TL e TS ed era caratterizzata dal portellone posteriore che dava accesso a un bagagliaio da 473 litri (contro i 297 litri per il bagagliaio della berlina), ma che volendo poteva essere ampliato a ben 1.560 litri con l'abbattimento del divano posteriore. Meccanicamente la Break non differiva che per il rinforzo di alcune componenti, come le molle nei due assali, i tamburi del retrotreno e la frizione nelle versioni TS e GTS. Nello stesso anno fu introdotta una nuova versione di base denominata semplicemente 18, con allestimento semplificato e motore 1.4 da 64 CV.

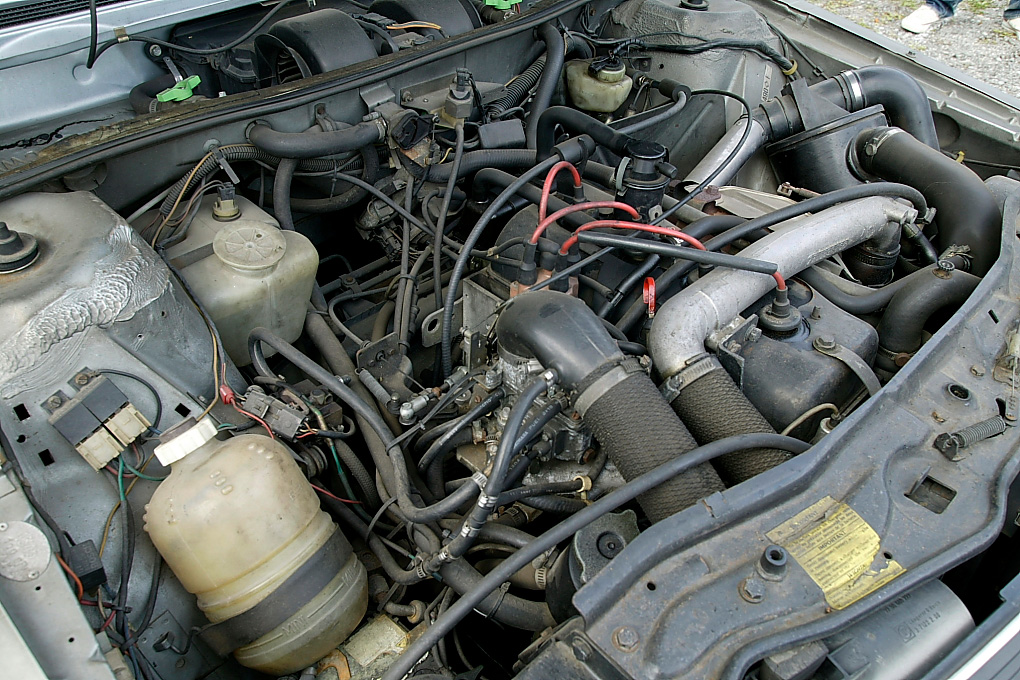
Il motore turbocompresso

Nel luglio del 1980 fu introdotta la 18 Diesel, disponibile nell'allestimento TD (sia per la berlina che per la Break), identico al TS e con cambio a 4 marce, e nell'allestimento GTD (disponibile solo per la berlina), identico al GTS e accoppiato invece a un cambio a 5 marce. Entrambi gli allestimenti prevedevano un motore aspirato a gasolio da 2.1 litri di cilindrata e da 67 CV di potenza massima, motore mutuato dalla Renault 20 e facente parte della famiglia di motori Douvrin, sviluppati assieme alla Peugeot. Nel settembre dello stesso anno fece il suo esordio la 18 Turbo, versione di punta dotata dello stesso propulsore da 1565 cm³ che aveva equipaggiato le R12 Gordini e 16 TS, con in più l'aggiunta della sovralimentazione tramite turbocompressore. Si trattava, all'epoca, di una delle prime applicazioni di questa tecnologia sui grandi numeri e con elevata affidabilità. Esteticamente era caratterizzata da spoiler anteriori e posteriori, cerchi in lega di disegno specifico, cioè tagliati da due scanalature parallele nella parte centrale, e fasce adesive con la scritta turbo sulla parte inferiore dei pannelli portiera. All'interno aveva l'allestimento della GTS con in più sedili ergonomici e strumentazione supplementare, ripresa dalla Renault Fuego, ossia la coupé derivata proprio dalla 18. Tale strumentazione comprendeva tra l'altro il manometro del turbocompressore. La potenza massima era di 110 CV, sufficienti per spingere la vettura a una velocità massima di 185 km/h.

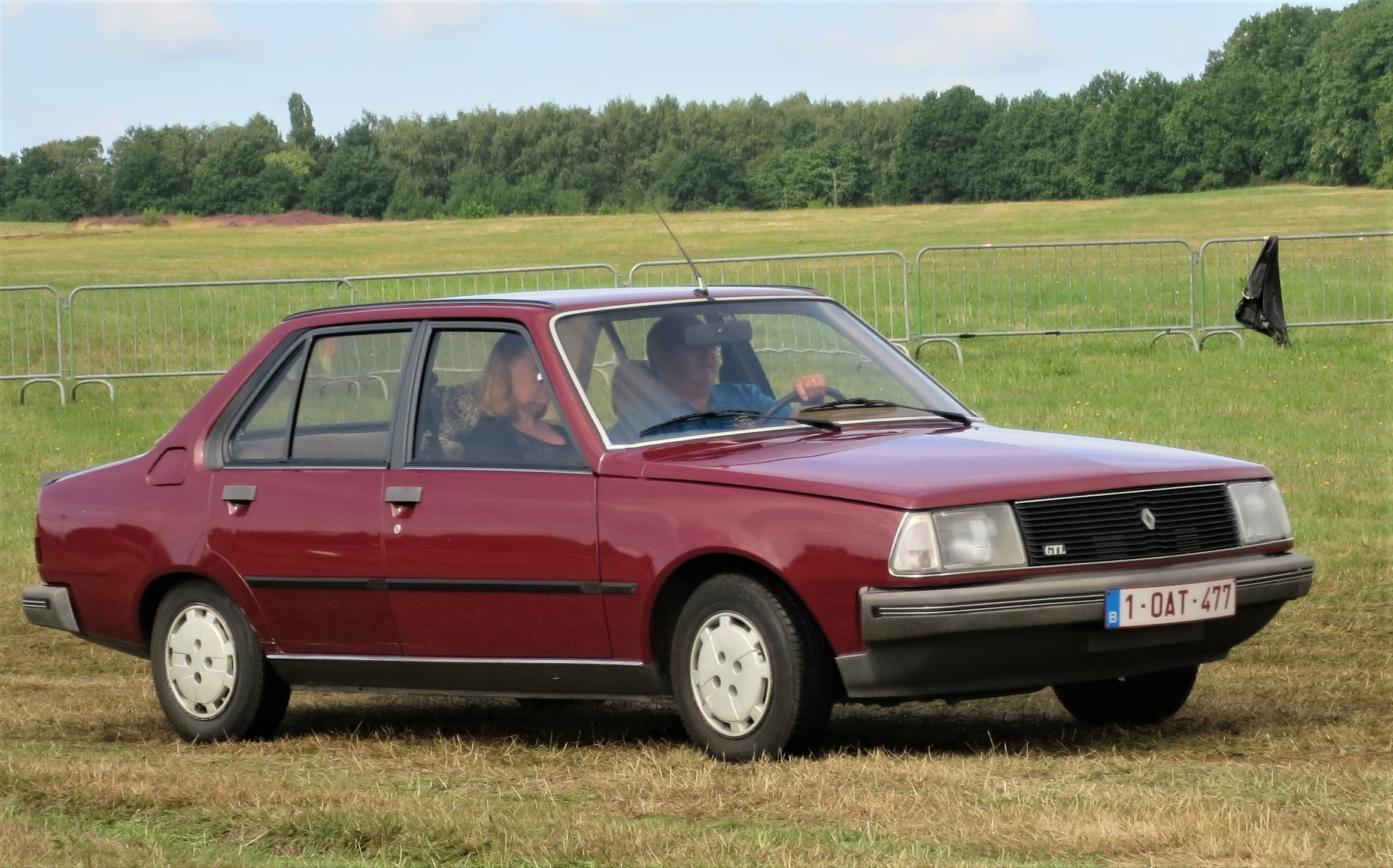
Renault 18 restyling 1982

Nel 1982 vi fu un leggerissimo aggiornamento estetico, comprendente l'adozione di frecce laterali con plastiche trasparenti e paraurti e maniglie in plastica nera. Per l'occasione, la GTL ricevette una versione depotenziata del 1.6 che equipaggiava le TS e GTS: per la sola GTL, tale motore erogava stavolta una potenza massima di 74 CV. Nello stesso periodo la 18 Turbo, proposta a questo punto anche in versione Break, vide la propria potenza salire da 110 a 125CV (e i freni divennero a disco sulle quattro ruote), mentre la GTS vide il suo 1.6 passare da 79 a 96 CV.

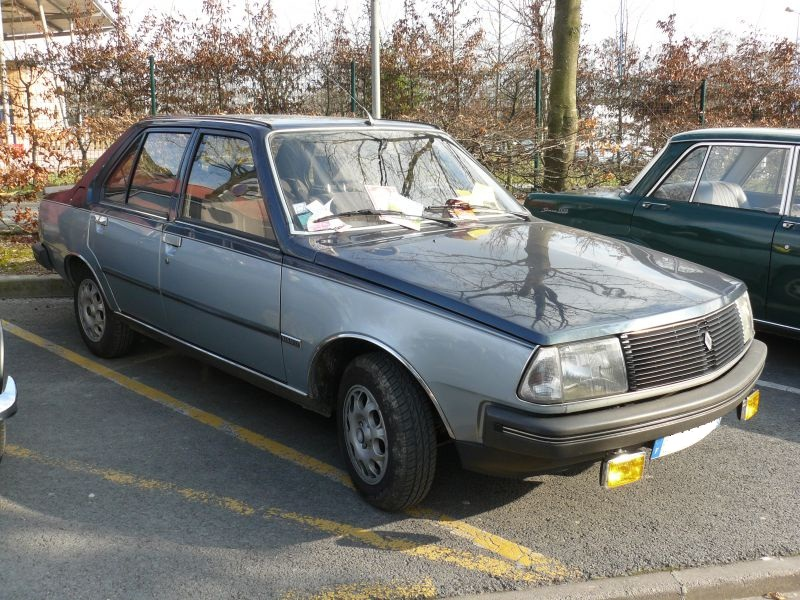
Renault 18 American 2

Nell'autunno del 1983 l'austriaca Steyr-Daimler-Puch cominciò ad assemblare una variante a trazione integrale della 18, denominata 18 Break 4x4, proposta negli allestimenti GTL e GTD e rispettivamente con il motore a benzina della GTL oppure con il diesel da 67 CV della versione a gasolio.
Nel 1984 la GTS fu sostituita dalla GTX, quest'ultima equipaggiata da un 2 litri a benzina della potenza massima di 104 CV, mentre sul fronte diesel, il modello fino a quel momento prodotto fu sostituito dalla 18 Turbo D, caratterizzata dalla presenza dello stesso motore del precedente modello, ma con in più la sovralimentazione mediante turbocompressore, la quale permise il raggiungimento di una potenza massima di 88 CV. Nella stessa occasione vi furono alcuni aggiornamenti riguardanti il frontale, con una calandra leggermente ridisegnata, e la console centrale interna, ripresa dalla Fuego. Contemporaneamente, la Break 4x4 con motore a benzina adottò il propulsore della GTX, mentre l'allestimento venne leggermente semplificato. Con queste caratteristiche, il nuovo modello prese il nome di 18 Break 4x4 TX. 
Nel 1986 la R18 sparì dai listini di gran parte dei mercati europei per far posto alla sua erede, la Renault 21, pur rimanendo ancora in produzione per il solo mercato francese: qui la 18 rimase in listino in quattro versioni: base (solo Break), TL (solo berlina), GTL (sia berlina che Break) e TX 4x4 (solo Break a trazione integrale). Nel 1989 la vettura uscì definitivamente anche dal listino francese e la sua produzione in Europa cessò così definitivamente, ma la vettura continuò a essere assemblata in Argentina fino al 1994, anno in cui l'ultima R18 uscì dalle linee di montaggio sudamericane. Della R18 furono prodotte anche due edizioni speciali denominate American e American 2, caratterizzate dalla livrea bicolore.
La R18 venne utilizzata nei rally soprattutto dai piloti argentini per almeno due decenni a partire dai primi anni '80.

#### La Renault 18 nel mondo

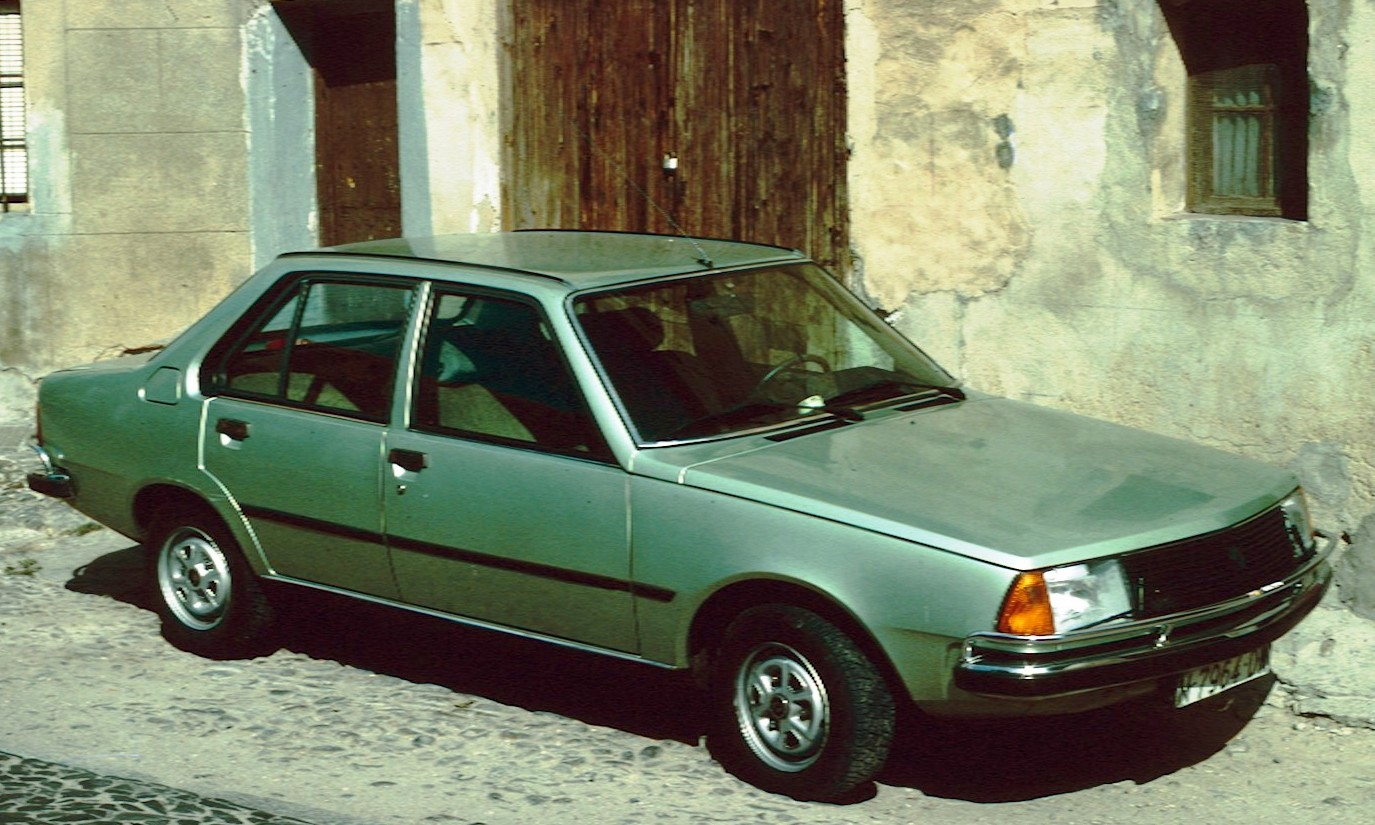
Renault 18 prodotta in Spagna

Numerosi furono anche gli altri Paesi in cui la 18 fu assemblata: restando in Sudamerica vi furono il Messico, il Venezuela, la Colombia e l'Uruguay, mentre tornando in Europa, va segnalato lo storico sito di assemblaggio Renault in Spagna, presso la FASA-Renaultla Spagna. In Africa la 18 venne assemblata in Costa d'Avorio e in Marocco, mentre in Australia la Renault 18 fu assemblata per essere esportata anche in Nuova Zelanda, dall'altra parte del mondo.

Oltre che in Europa e nei Paesi in cui venne assemblata, la Renault 18 fu commercializzata anche in altri Paesi: oltreoceano troviamo infatti anche i mercati degli Stati Uniti del Canada e del Cile, mentre nell'Asia occidentale vi erano i mercati di Turchia, Cipro, Giordania, Libano e Siria. In Estremo Oriente la Renault 18 trovò sbocchi commerciali in Indonesia e in Thailandia, mentre in Africa la vettura fu esportata anche in Mauritania e in Zimbabwe.

Ciò fece della Renault 18 una delle Renault più diffuse di sempre, degna erede di una world car come la sua antenata, la R12, che però avrebbe avuto una carriera ancor più lunga: nel momento in cui l'ultima Renault 18 al mondo venne assemblata, la R12 avrebbe continuato a essere commercializzata per alcuni anni in alcuni Paesi in via di sviluppo.

### Riepilogo caratteristiche
Di seguito vengono riepilogate le caratteristiche relative alla gamma della Renault 18 in Europa:
| Modello                                                                                                   | Carrozzeria        | Codice modello     | Motore             | Cilindrata cm³     | Alimentazione                             | Potenza CV/rpm     | Coppia Nm/rpm      | Trazione           | Cambio/ № rapporti | Freni (ant./post.)   | Massa a vuoto (kg) | Velocità max       | Consumo (l/100 km) | Anni di produzione |
| Versioni a benzina                                                                                        | Versioni a benzina | Versioni a benzina | Versioni a benzina | Versioni a benzina | Versioni a benzina                        | Versioni a benzina | Versioni a benzina | Versioni a benzina | Versioni a benzina | Versioni a benzina   | Versioni a benzina | Versioni a benzina | Versioni a benzina | Versioni a benzina |
| --- | ------------------ | ------------------ | ------------------ | ------------------ | ----------------------------------------- | ------------------ | ------------------ | ------------------ | ------------------ | -------------------- | ------------------ | ------------------ | ------------------ | ------------------ |
| 18 base                                                                                                   | berlina            | R1340              | C1J                | 1397               | Carburatore Solex 32 SEIA / Zenith 32-IF7 | 64/5500            | 103/3000           | A                  | M/4                | Dischi/ Tamburi      | 900                | 154                | 8.7                | 1979-84            |
| 18 base                                                                                                   | Break              | R1350              | C1J                | 1397               | Carburatore Solex 32 SEIA / Zenith 32-IF7 | 64/5500            | 103/3000           | A                  | M/4                | Dischi/ Tamburi      | 975                | 150                | 8.5                | 1980-861           |
| 18 TL | berlina            | R1340              | C1J                | 1397               | Carburatore Solex 32 SEIA / Zenith 32-IF7 | 64/5500            | 103/3000           | A                  | M/4                | Dischi/ Tamburi      | 920                | 154                | 8.7                | 1978-861           |
| 18 TL | Break              | R1350              | C1J                | 1397               | Carburatore Solex 32 SEIA / Zenith 32-IF7 | 64/5500            | 103/3000           | A                  | M/4                | Dischi/ Tamburi      | 995                | 150                | 8.5                | 1979-82            |
| 18 GTL | berlina            | R1340              | C1J                | 1397               | Carburatore Solex 32 SEIA / Zenith 32-IF7 | 64/5500            | 103/3000           | A                  | M/4                | Dischi/ Tamburi      | 920                | 154                | 8.7                | 1978-82            |
| 18 GTL | berlina            | R1341              | A2M-843            | 1647               | Carburatore Solex 32 SEIA / Zenith 32-IF7 | 74/5500            | 130/3000           | A                  | M/5                | Dischi/ Tamburi      | 970                | 162                | 8.7                | 1982-861           |
| 18 GTL | Break              | R1351              | A2M-843            | 1647               | Carburatore Solex 32 SEIA / Zenith 32-IF7 | 74/5500            | 130/3000           | A                  | M/5                | Dischi/ Tamburi      | 1.045              | 160                | 8.7                | 1982-861           |
| 18 GTL 4x42                                                                                               | Break              | -                  | A2M-843            | 1647               | Carburatore Solex 32 SEIA / Zenith 32-IF7 | 74/5500            | 130/3000           | I                  | M/5                | Dischi/ Tamburi      | -                  | 172                | 9.1                | 1983-84            |
| 18 TS | berlina            | R1341              | A2M-843            | 1647               | Carburatore Solex 35ETIA                  | 79/5500            | 121/3000           | A                  | M/5                | Dischi/ Tamburi      | 950                | 163                | 8.4                | 1978-82            |
| 18 TS | Break              | R1351              | A2M-843            | 1647               | Carburatore Solex 35ETIA                  | 79/5500            | 121/3000           | A                  | M/5                | Dischi/ Tamburi      | 1.025              | 165                | 8.4                | 1979-81            |
| 18 GTS | berlina            | R1341              | A2M-843            | 1647               | Carburatore Solex 35ETIA                  | 79/5500            | 121/3000           | A                  | M/5                | Dischi/ Tamburi      | 950                | 163                | 8.4                | 1978-82            |
| 18 GTS | berlina            | R1342              | A6M-843            | 1647               | Carburatore doppio corpo                  | 96/5750            | 132/3000           | A                  | M/5                | Dischi/ Tamburi      | 1.010              | 178                | 8.1                | 1982-83            |
| 18 GTS | Break              | R1352              | A6M-843            | 1647               | Carburatore doppio corpo                  | 96/5750            | 132/3000           | A                  | M/5                | Dischi/ Tamburi      | 1.085              | 178                | 8.1                | 1982-83            |
| 18 TX 4x42                                                                                                | Break              | -                  | J6R-829            | 1995               | Carburatore doppio corpo Weber 32 DARA    | 104/5500           | 160/3250           | I                  | M/5                | Dischi/ Tamburi      | 1.135              | 172                | 9.6                | 1984-861           |
| 18 GTX | berlina            | R1343              | J6R-829            | 1995               | Carburatore doppio corpo Weber 32 DARA    | 104/5500           | 160/3250           | A                  | M/5                | Dischi/ Tamburi      | 1.070              | 178                | 9.2                | 1984-85            |
| 18 GTX | Break              | R1353              | J6R-829            | 1995               | Carburatore doppio corpo Weber 32 DARA    | 104/5500           | 160/3250           | A                  | M/5                | Dischi/ Tamburi      | 1.145              | 182                | 9.3                | 1984-85            |
| 18 Turbo                                                                                                  | berlina            | R1345              | A5L-807            | 1565               | carburatore e turbocompressore            | 110/5000           | 181/2250           | A                  | M/5                | Dischi aut./ Dischi  | 1.040              | 185                | 9.3                | 1980-82            |
| 18 Turbo                                                                                                  | berlina            | R1345              | A5L-807            | 1565               | carburatore e turbocompressore            | 125/5500           | 181/2250           | A                  | M/5                | Dischi aut./ Dischi  | 1.040              | 198                | 9.3                | 1982-85            |
| 18 Turbo                                                                                                  | Break              | R1355              | A5L-807            | 1565               | carburatore e turbocompressore            | 125/5500           | 181/2250           | A                  | M/5                | Dischi aut./ Dischi  | 1.115              | 190                | 9.3                | 1982-85            |
| 18 Automatic                                                                                              | berlina            | R1341              | A2M-843            | 1647               | Carburatore Solex 35 ETIA                 | 79/5500            | 121/3000           | A                  | A/3                | Dischi/ Tamburi      | 1.030              | 156                | 9.7                | 1978-82            |
| 18 Automatic                                                                                              | Break              | R1351              | A2M-843            | 1647               | Carburatore Solex 35 ETIA                 | 79/5500            | 121/3000           | A                  | A/3                | Dischi/ Tamburi      | 1.105              | 156                | 9.7                | 1979-82            |
| 18 Automatic                                                                                              | berlina            | R1342              | A6M-843            | 1647               | Carburatore Weber 32 DARA                 | 96/5750            | 132/3000           | A                  | A/3                | Dischi/ Tamburi      | 1.030              | 173                | 9.3                | 1982-83            |
| 18 Automatic                                                                                              | Break              | R1352              | A6M-843            | 1647               | Carburatore Weber 32 DARA                 | 96/5750            | 132/3000           | A                  | A/3                | Dischi/ Tamburi      | 1.105              | 173                | 9.3                | 1982-83            |
| 18 Automatic                                                                                              | berlina            | R1343              | J6R-829            | 1995               | Carburatore Weber 32 DARA                 | 104/5500           | 160/3250           | A                  | A/3                | Dischi/ Tamburi      | 1.090              | 175                | -                  | 1984-85            |
| 18 Automatic                                                                                              | Break              | R1353              | J6R-829            | 1995               | Carburatore Weber 32 DARA                 | 104/5500           | 160/3250           | A                  | A/3                | Dischi/ Tamburi      | 1.165              | 175                | -                  | 1984-85            |
| Versioni a gasolio                                                                                        |                    |                    |                    |                    |                                           |                    |                    |                    |                    |                      |                    |                    |                    |                    |
| 18 TD/GTD                                                                                                 | berlina            | R1344              | J8S-852            | 2068               | Iniezione indiretta                       | 67/4500            | 127/2250           | A                  | M/4M/5             | Dischi aut./ Tamburi | 1.015              | 156                | 6.8                | 1980-84            |
| 18 TD/GTD                                                                                                 | Break              | R1354              | J8S-852            | 2068               | Iniezione indiretta                       | 67/4500            | 127/2250           | A                  | M/4M/5             | Dischi aut./ Tamburi | 1.090              | 156                | 6.8                | 1980-84            |
| 18 GTD 4x42                                                                                               | Break              | -                  | J8S-852            | 2068               | Iniezione indiretta                       | 67/4500            | 127/2250           | I                  | M/5                | Dischi aut./ Tamburi | -                  | 150                | -                  | 1984-86            |
| 18 Turbo D                                                                                                | berlina            | -                  | J8S-852-10         | 2068               | Iniezione indiretta + turbocompressore    | 88/4250            | 182/2000           | A                  | M/5                | Dischi aut./ Tamburi | 1.080              | 171                | 6.7                | 1984-86            |
| 18 Turbo D                                                                                                | Break              | -                  | J8S-852-10         | 2068               | Iniezione indiretta + turbocompressore    | 88/4250            | 182/2000           | A                  | M/5                | Dischi aut./ Tamburi | 1.155              | 171                | 6.7                | 1984-86            |
| Note: 1Prodotta fino al 1989 per il solo mercato francese 2Prodotta nello stabilimento Steyr-Daimler-Puch |                    |                    |                    |                    |                                           |                    |                    |                    |                    |                      |                    |                    |                    |                    |

### Curiositá
La Renault 18 è stata la protagonista di più spot pubblicitari firmati dal regista Sergio Leone.